# Nudochernes lucifugus meruensis
Nudochernes lucifugus meruensis es una subespecie de arácnido  del orden Pseudoscorpionida de la familia Chernetidae.

## Distribución geográfica
Se encuentra en Tanzania.